# پیتر موهلنبرگ
پیتر موهلنبرگ (به انگلیسی: Peter Muhlenberg) سناتور سابق عضو حزب دموکرات-جمهوری‌خواه بود. وی در سال 1801 میلادی سناتور ایالت پنسیلوانیا در سنای ایالات متحده آمریکا بود.